# Myrtle Broome
Myrtle Florence Broome (* 22. Februar 1888 in Holborn, London; † 27. Januar 1978 in Bushey, Hertfordshire) war eine britische Ägyptologin und Künstlerin.

## Leben
Broome wurde im Februar 1888 als einziges Kind von Ellen und Washington Broome im Londoner Stadtteil Holborn geboren. Ihre Mutter war wahrscheinlich Hausfrau, während ihr Vater in der Verlagsbranche arbeitete und dem Arts and Crafts Movement nahestand. Zunächst arbeitete er für William Morris’ Kelmscott Press, bevor er sich mit einem Geschäftspartner eigenständig machte und einen eigenen Verlag führte. In seiner Freizeit war er handwerklich aktiv und führte seine Tochter bald in sein Hobby ein. Als die Familie 1905 nach Bushey, einer Kleinstadt in Hertfordshire außerhalb von London, zog, bauten Vater und Tochter gemeinsam das Familienanwesen „Avalon“, das starke Einflüsse des späten Arts and Crafts Movement zeigt. Bald gründeten die beiden ein eigenes Kunsthandwerkunternehmen; parallel begann Myrtle, Textilmuster für das Londoner Luxuskaufhaus Liberty zu entwerfen. Zudem nahm sie Unterricht an der Kunstschule von Bertha Herkomer in Bushey, einer Cousine und Schülerin des deutsch-britischen Künstlers Hubert von Herkomer.
Ein Leben lang vom Alten Ägypten fasziniert, begann Bromme 1911 ein Studium der Ägyptologie am University College London unter Flinders Petrie und Margaret Alice Murray. Broomes künstlerisches Talent und ihr Interesse an Ägypten führten bald dazu, dass Petrie sie zu fördern begann. Nach ihrem Abschluss 1913 beendete der Erste Weltkrieg aber zunächst jegliche Chancen von Broome für eine Beteiligung an Feldforschungen. Wenngleich sie nebenher einige archäologische Zeichnungen für Petrie und sein Team anfertigte, kehrte sie zunächst nach Bushey zurück, wo sie weiterhin mit ihrem Vater zusammenarbeitete und ihre eigene künstlerische Tätigkeit als Malerin intensivierte. Ihr Wohnviertel und besonders der Garten ihres Familienanwesens waren häufig ein Motiv ihrer Gemälde. Ihre Kontakte zur Ägyptologie versiegten aber nie. 1927 wurde sie von Petrie als Kopistin auf eine Expedition nach Qau el-Kebir eingeladen, wo Petrie und sein Team seit einigen Jahren an einer ägyptischen Nekropole forschten. Gemeinsam mit Olga Tufnell reiste sie im November 1927 dorthin, um als Teil des Petrie-Teams Grabzeichnungen zu dokumentieren.
Anfang 1929 kehrte Broome für eine mehrwöchige Urlaubsreise nach Ägypten zurück. Im Sommer desselben Jahres wurde sie von der Egypt Exploration Society als Assistentin von Amice Calverley bei den Forschungen am Totentempel des Sethos I. in Abydos verpflichtet. Die Forschungen dort wurden von John D. Rockefeller finanziert und dauerten insgesamt acht Grabungssaisons. Calverley und Broomes Aufgabe war es, die Malereien im Tempelinnerne akkurat zu kopieren, um sie so publizieren zu können. Dafür nutzten sie in den meisten Fällen Fotografien der Malereien, die sie zunächst abpausten und dann in situ vervollständigten. Tatsächlich resultierten die Arbeiten von Calverley und Broome in vier Bänden an Faksimilen der Tempelzeichnungen, die von Alan Gardiner editiert und von John D. Rockefeller finanziert wurden. Nebenher malte Broome privat weitere Gemälde, sowohl in Ägypten als auch auf Urlaubsreisen in England. Viele ihrer Gemälde sind der Genre- oder Landschaftsmalerei zuzuordnen.
1937 endeten die Forschungen am Tempel, da Rockefeller aufgrund der Great Depression seine finanzielle Unterstützung einstellte. Broome kehrte nach England zurück, wo sie in den nächsten Jahren ihre
Eltern pflegte und nebenher einige epigraphische Zuarbeiten für Alan Gardiner leistete. Nach dem Tod ihrer Eltern unternahm sie viele Reisen, darunter einen Roadtrip durch Kanada gemeinsam mit Amice Calverley. Mit Calverley blieb sie über Jahre hinweg in engen Kontakt und Calverley berichtete ihr auch über die Neuauflage der Forschungen am Totentempel des Sethos I., die sie nach dem Zweiten Weltkrieg leitete. Ihr Familienanwesen in Bushey übergab Broome später an die Stiftung Abbeyfield, um es in ein Pflegeheim umzuwandeln. Broome starb im Januar 1978 kurz vor ihrem 90. Geburtstag in Bushey.
2020 publizierte der Ägyptologe Lee Young eine Auswahl der über 400 Briefe, die Broome während ihrer Zeit in Ägypten an ihre Eltern geschrieben hatte. Die Briefe waren nach Broomes Tod von einer Cousine an das Griffith Institute an der University of Oxford gespendet worden. Broomes persönlicher Nachlass, darunter diverse ihrer Gemälde, sind heute im Besitz des Bushey Museum.

## Veröffentlichungen
- Alan H. Gardiner (Hrsg.): Amice M. Calverley, mit Unterstützung von Myrtle F. Broome: The Temple of King Sethos I at Abydos. Vier Bände. The Egypt Exploration Society, London; The University of Chicago Press, Chicago; abrufbar über das Institute for the Study of Ancient Cultures, West Asia & North Africa der University of Chicago:
  - Band 1: The Chapels of Osiris, Isis and Horus. 1933.
  - Band 2: The Chapels of Amen-Rēˁ, Rēˁ-Ḥarakhti, Ptaḥ, and King Sethos. 1935.
  - Band 3: The Osiris Complex. 1938.
  - Band 4: The Second Hypostyle Hall. 1958.